# Rede de neblina

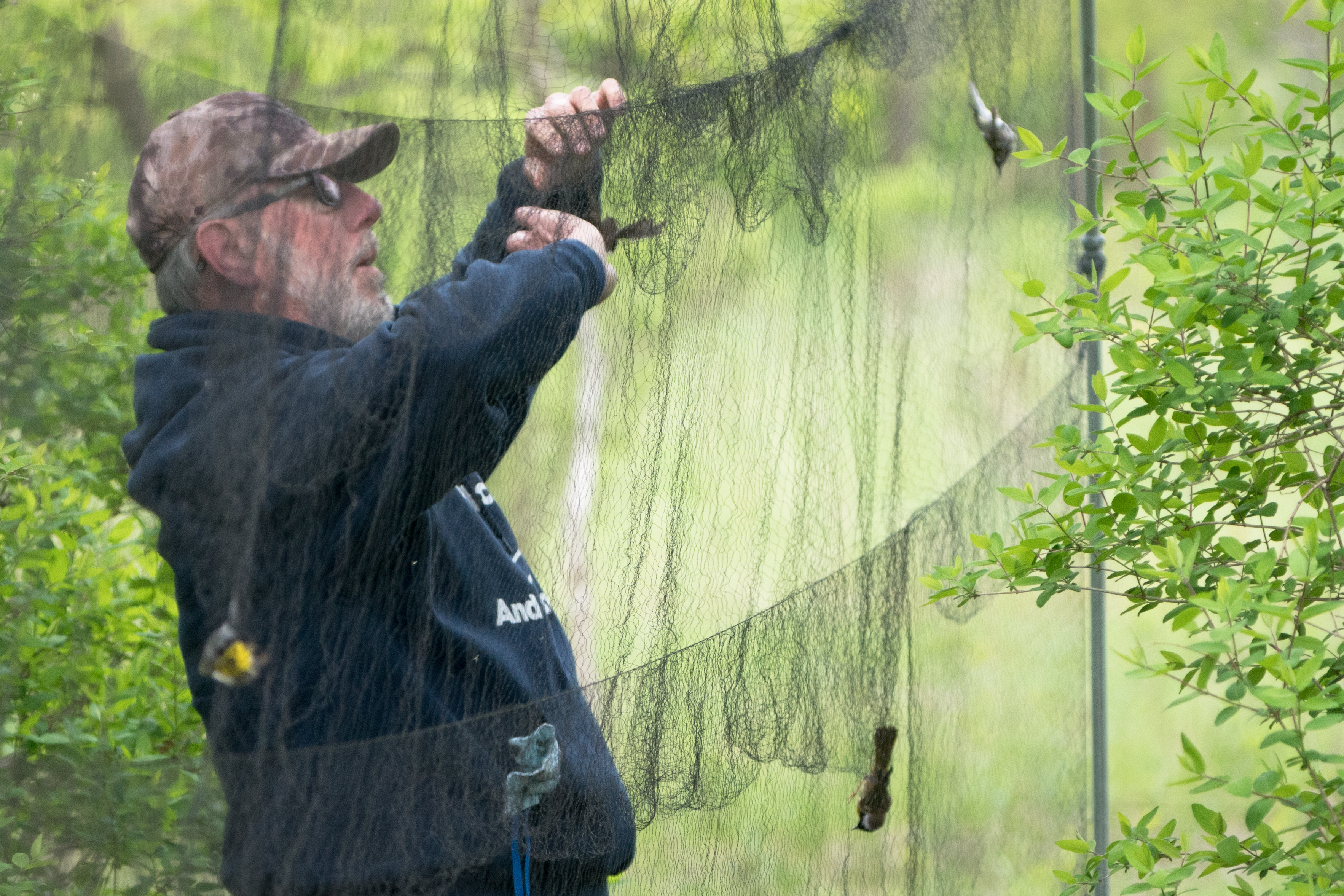
Um pesquisador remove um pássaro de uma rede de neblina.

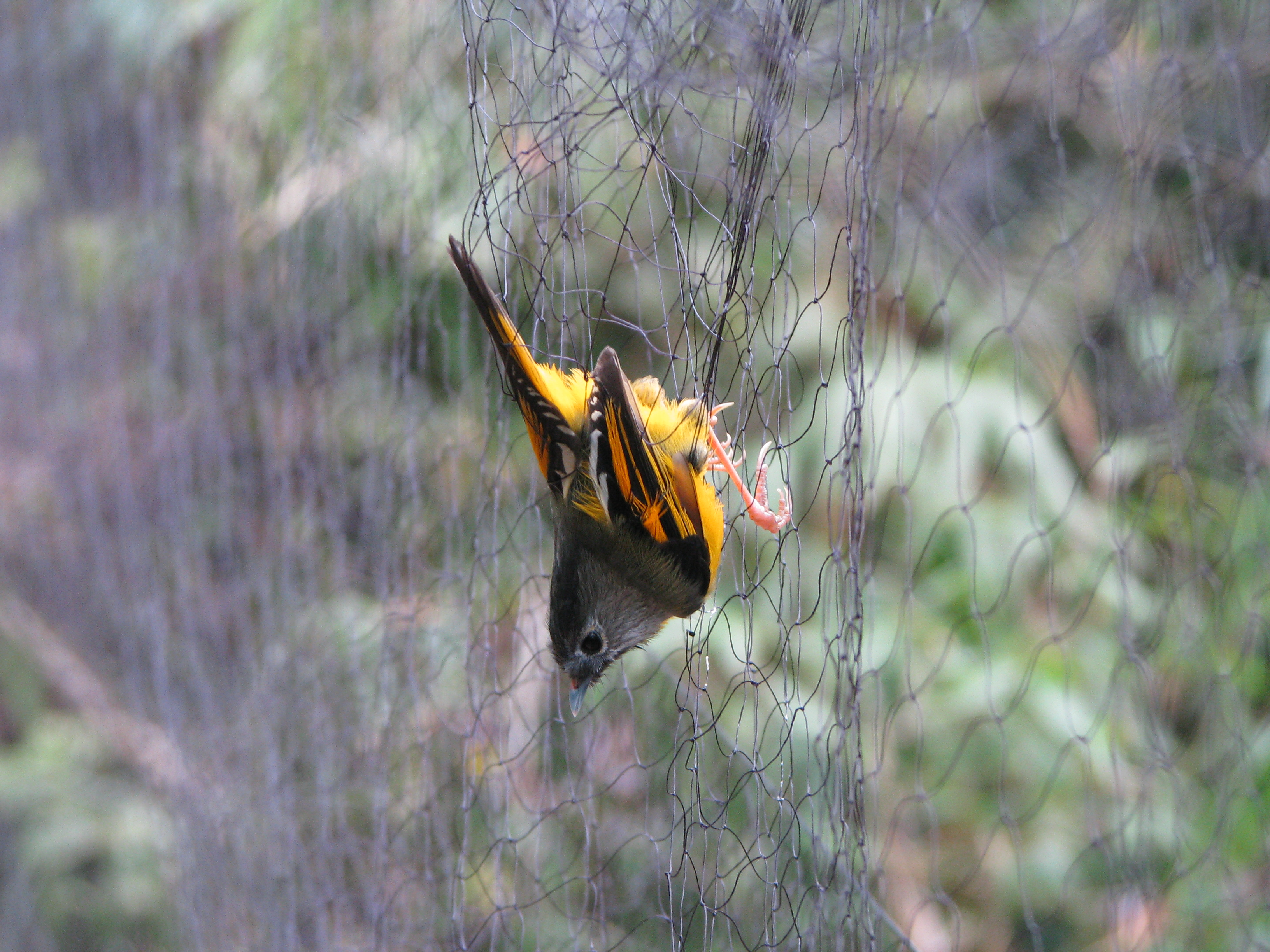
Um pequeno passeriforme capturado em uma rede de neblina

Redes de neblina são usadas para capturar aves selvagens e morcegos. São utilizadas tanto por caçadores e caçadores furtivos para capturar e matar animais, quanto por ornitólogos e quiropterologistas para anilhamento e outros projetos de pesquisa. Redes de neblina são normalmente feitas de malha de náilon ou poliéster, suspensa entre dois postes, lembrando uma rede de vôlei. Quando colocadas corretamente no habitat adequado, as redes ficam praticamente invisíveis. As redes de neblina têm prateleiras criadas por linhas esticadas horizontalmente que criam um bolso largo e largo. Quando um pássaro ou morcego atinge a rede, ele cai neste bolso, onde fica preso.
O tamanho da malha varia de acordo com o tamanho da espécie-alvo. As medidas da malha podem ser feitas ao longo de um dos lados do quadrado ou ao longo da diagonal. Os pequenos passeriformes geralmente são capturados com malhas de 16 a 30 mm, enquanto aves maiores, como falcões e patos, são capturadas com malhas de aproximadamente 127 mm. As dimensões da rede podem variar muito, dependendo da finalidade. A altura das redes de neblina para aves geralmente varia de 1,2 a 2,6 metros, e a largura pode variar de 3 a 18 metros, embora redes mais longas também possam ser usadas. A dho-gazza é um tipo de rede de neblina utilizada para aves maiores, como rapinantes, e não possui prateleiras.
A compra e o uso de redes de neblina exigem licenças, que variam conforme as regulamentações de vida selvagem de cada país ou estado. O manuseio adequado da rede de neblina exige habilidade, tanto para posicionamento ideal, evitando o emaranhamento com a vegetação, quanto para o armazenamento correto. O manejo de aves e morcegos capturados requer treinamento extensivo para evitar ferimentos nos animais. O manuseio de morcegos é particularmente desafiador, pois eles são capturados à noite e podem morder. Um estudo de 2011 concluiu que as redes de neblina causam baixas taxas de ferimentos, ao mesmo tempo em que fornecem um grande valor científico.
Redes de neblina são usadas por caçadores japoneses há quase 300 anos para capturar pássaros. Eles foram introduzidos pela primeira vez em uso para ornitologia nos Estados Unidos da América por Oliver L. Austin em 1947.
A rede de neblina é uma ferramenta popular e importante para monitorar a diversidade de espécies, abundância relativa, tamanho populacional e demografia. Existem duas maneiras principais de utilizá-las: para a captura de espécies ou indivíduos específicos e para a captura de todas as aves dentro de uma área determinada. A captura direcionada é geralmente usada em estudos científicos focados em uma única espécie. Nesse caso, as redes costumam ser usadas com a reprodução do canto ou chamamento da espécie-alvo, ou com a colocação de um modelo próximo à rede, atraindo os indivíduos visados. (por exemplo,).
Como a pesca com redes de neblina captura aves indiscriminadamente, essa técnica é mais adequada para o estudo de todas as espécies que habitam uma área específica. Estações de anilhamento de aves nos Estados Unidos costumam usar esse método. Geralmente, essas estações coletam um conjunto padrão de medidas de cada indivíduo, como peso, comprimento da asa, estado reprodutivo, índice de gordura corporal, sexo, idade e estado da muda.
Embora a instalação de redes de neblina seja demorada e exija certificação, há certas vantagens em relação às técnicas de monitoramento visual e auditivo, como a amostragem de espécies que poderiam ser mal detectadas por outros métodos. Além disso, permitem fácil padronização, exame prático e reduzem os erros na identificação de espécies. Como possibilitam o exame minucioso de cada indivíduo, as redes de neblina são frequentemente usadas em estudos de marcação e recaptura ao longo de longos períodos, ajudando a detectar tendências nas populações.
Alguns usos de dados coletados usando amostragem de rede de neblina são:
- Marcação-recaptura para amostragem populacional
- Captura e realocação humanitária de aves pequenas ou morcegos
- Marcação e rastreamento
- Testes de saúde de aves ou morcegos e estudos sobre ectoparasitas
- Exame da fenologia aviária em resposta a variáveis climáticas, entre outros fatores
- Estudo de padrões de muda

Como ainda há debate sobre se essas técnicas fornecem ou não dados precisos, sugere-se que a rede de neblina seja usada como um suplemento aos métodos de observação auditiva e visual.
Uma das principais desvantagens das redes de neblina é que o número de capturas pode representar apenas uma pequena proporção da população real . No entanto, as redes de neblina são únicas, pois oferecem estimativas demográficas ao longo de todas as estações do ano e fornecem informações valiosas sobre a abundância relativa de determinadas espécies de aves e morcegos.

## Estudo de exemplo

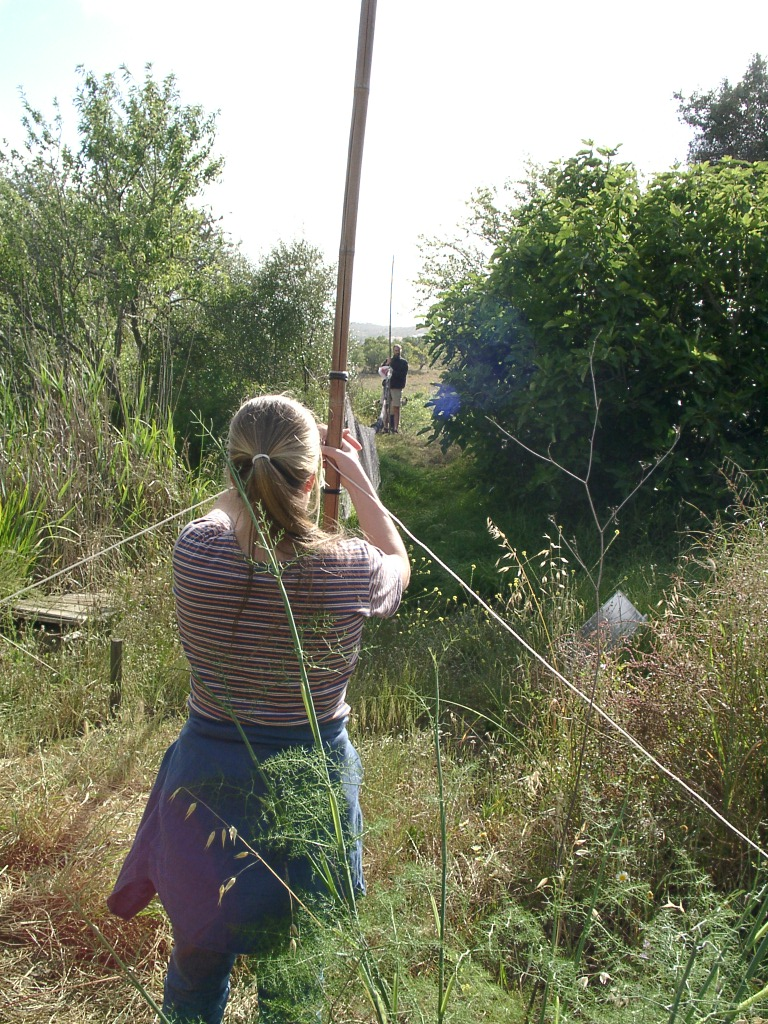
Uma rede de neblina sendo montada

Redes de neblina podem ser ferramentas importantes para coletar dados e revelar condições ecológicas críticas em diversas situações. Este estudo resumido, "Efeitos da fragmentação florestal nas comunidades de aves do sub-bosque da Amazônia", por Richard O. Bierregaard e Thomas E. Lovejoy, usou redes de neblina para analisar os efeitos da fragmentação florestal nas comunidades de aves do sub-bosque em florestas de terra firme da Amazônia Central.

Dados de programas intensivos de marcação e recaptura de aves do sub-bosque de reservas florestais isoladas foram comparados com dados de pré-isolamento das mesmas reservas para investigar mudanças relacionadas ao isolamento da floresta contínua. As aves pesquisadas pertenciam a uma variedade de grupos ecológicos, incluindo nectívoros, insetívoros, frugívoros, seguidores obrigatórios de formigas de correição, especialistas em bordas de florestas e espécies de bandos. A amostragem periódica pelo programa de captura com rede de neblina forneceu a base quantitativa para este projeto. Reservas de tamanhos variados (1 e 10 hectares) dentro do local do projeto Dinâmica Biológica de Fragmentos Florestais foram amostradas com transectos de redes de neblina amarradas uma vez a cada três ou quatro semanas. As taxas de captura de reservas isoladas foram comparadas às taxas pré-isolamento para medir mudanças no tamanho da população e/ou atividade aviária devido ao isolamento. Os dados foram analisados das seguintes maneiras: taxas de captura por hora líquida em função do tempo desde o isolamento, porcentagem de recaptura em função do tempo desde o isolamento, distribuição da abundância de espécies em relação à classificação das espécies por abundância, porcentagem de indivíduos anilhados de acordo com a espécie e estratégia de alimentação e, finalmente, taxas de captura por hora líquida em reservas isoladas em relação às taxas de captura por hora líquida em florestas contínuas. Um resumo dos resultados e da discussão conforme declarado por Bierregaard e Lovejoy é o seguinte:
... mudanças na comunidade aviária do sub-bosque em áreas isoladas. Após o isolamento, as taxas de captura aumentam significativamente à medida que as aves que fogem da floresta derrubada entram em novos fragmentos florestais. O movimento de ida e volta para a reserva é limitado, como evidenciado pelo aumento nas porcentagens de recaptura após o isolamento. Espécies de aves que são seguidoras obrigatórias das formigas-correição desapareceram na época em que o habitat ao redor foi removido de áreas de 1 e 10 ha. Os complexos bandos mistos de espécies insetívoras típicos das florestas amazônicas se deterioraram em 2 anos de isolamento de fragmentos florestais de 1 e 10 ha. Várias espécies de insetívoros de nível médio mudaram seu comportamento de forrageamento após o isolamento de pequenas reservas florestais.
Esses dados foram coletados usando redes de neblina. Dados de esforços de captura de redes de neblina podem ser usados para obter uma maior compreensão dos efeitos ecológicos de fatores que impactam os ecossistemas, como atividades humanas ou mudanças ambientais. Este é apenas um exemplo do uso de redes de neblina como ferramenta para ciências ecológicas e biológicas. Os dados da rede de neblina também podem ter implicações no gerenciamento do ecossistema.

## Desvantagens

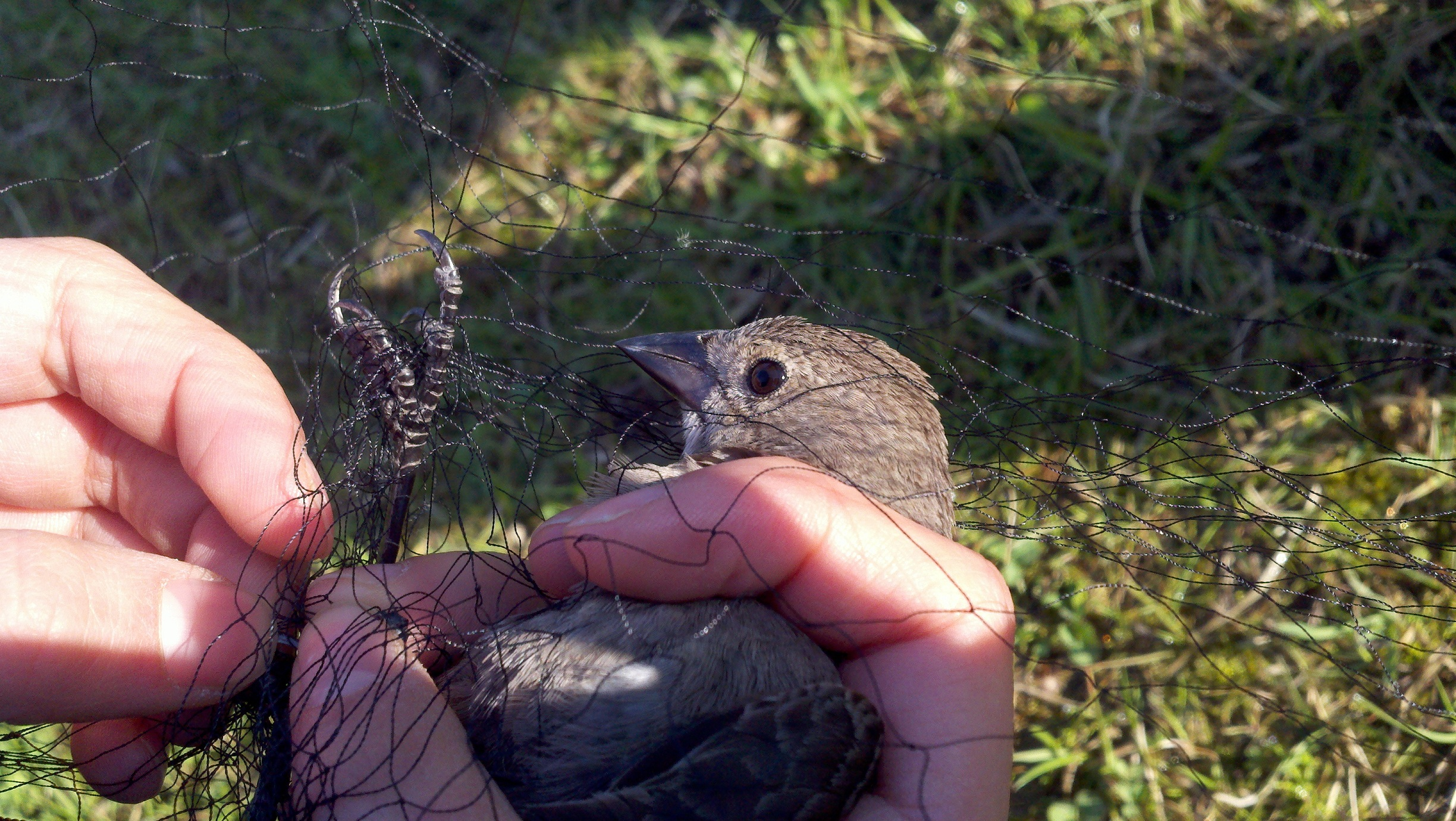
Uma fêmea de chupim-mulato sendo retirada de uma rede de neblina.

O uso de redes de neblina tem várias desvantagens. A captura com redes de neblina consome muito tempo. As redes devem ser montadas sem erros. Um animal preso em uma rede de neblina fica preso, então a rede deve ser verificada com frequência e o animal removido imediatamente. Desenredar um animal de uma rede de neblina pode ser difícil e deve ser feito com cuidado por pessoal treinado. Se um animal estiver muito enredado, a rede de neblina pode precisar ser cortada para evitar feri-lo, danificando o material.
Redes de neblina não capturam pássaros em proporção direta à sua presença na área (Remsen e Good 1996) e podem perder completamente uma espécie se ela estiver ativa em um estrato diferente de vegetação, como no alto do dossel. Eles podem, no entanto, fornecer um índice do tamanho da população.
Pessoas que usam redes de neblina devem ser cuidadosas e bem treinadas, pois o processo de captura pode prejudicar as aves. Um estudo descobriu que a taxa média de ferimentos em aves em redes de neblina é menor do que qualquer outro método de estudo de vertebrados, entre 0 e 0,59%, enquanto a taxa média de mortalidade está entre 0 e 0,23%.
Embora raro, foi sugerido (sem estudos científicos) que aves maiores podem ser mais propensas a lesões nas pernas e hemorragia interna. Aves menores geralmente têm problemas com emaranhamento e ferimentos nas asas. Os fatores que afetam a taxa de lesões e mortalidade são o erro humano durante o manuseio da espécie, a época do ano em que foi capturada, a hora do dia em que foi capturada, os predadores na área e o tamanho/material da rede de neblina.

## Bandeiros

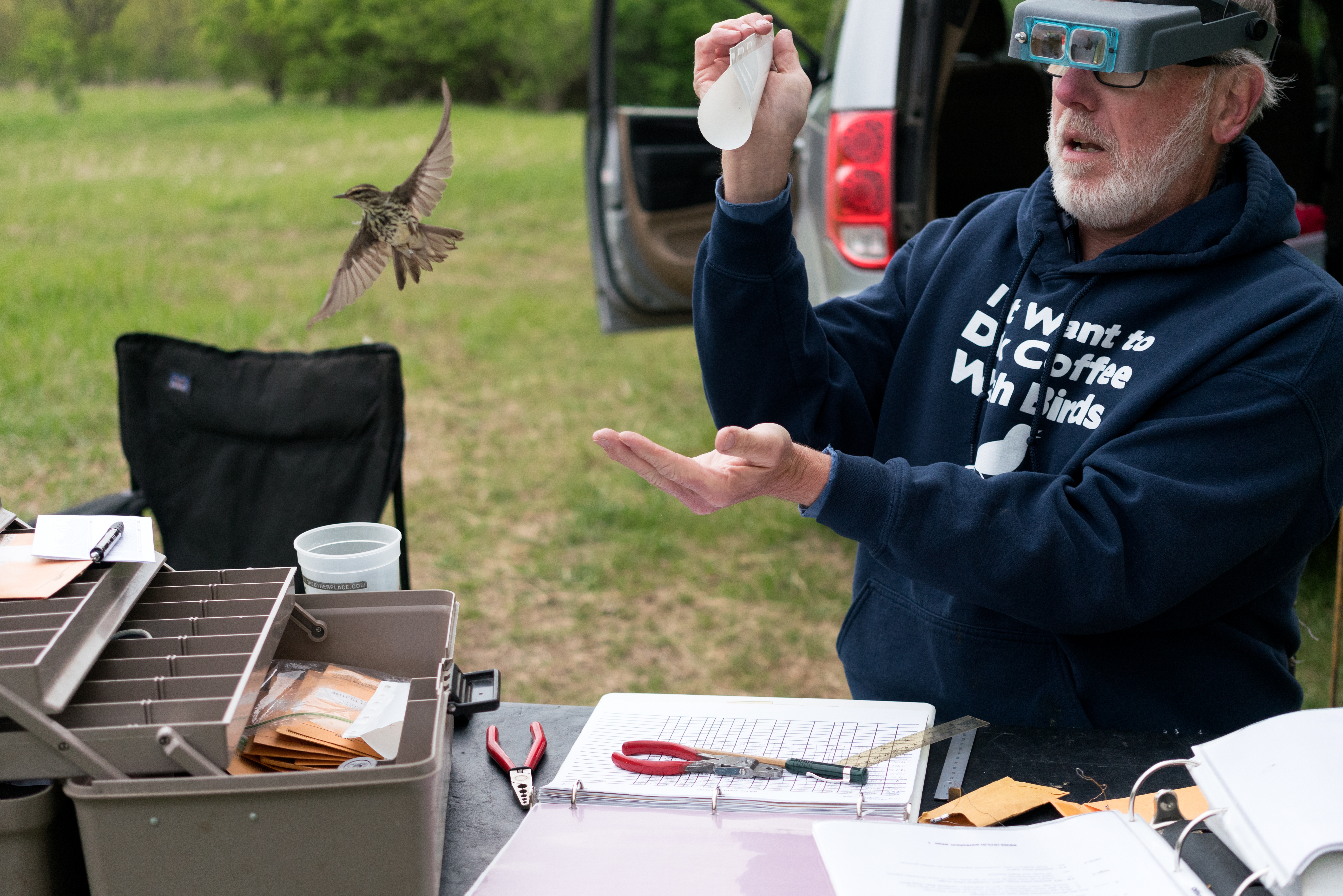
Um pesquisador libera um tordo-d'água-do-norte recém-anilhado

Nos Estados Unidos, as pessoas responsáveis por anilhar animais selvagens capturados com redes para que possam ser rastreados são chamadas de anilhadores. Os anilhadores são responsáveis pelos animais capturados e, portanto, aplicam seu treinamento procurando sinais de estresse (para pássaros, isso inclui respiração ofegante, cansaço, fechamento dos olhos e levantar das penas). Sem esse cuidado, os animais podem se machucar gravemente.
Nos Estados Unidos, para anilhar um pássaro ou morcego, é preciso ter uma licença de anilhamento do Departamento de Pesca e Vida Selvagem dos EUA. As qualificações para autorização variam de acordo com a espécie. Existem diferentes tipos de licenças de anilhamento para aves: a Licença Mestre e a Licença Sub. As Permissões de Mestre são concedidas a indivíduos que realizam anilhamento por conta própria ou que supervisionam operações de anilhamento. As Sub Permissões são concedidas a indivíduos que serão supervisionados durante a anilhagem por uma pessoa com uma Permissão Mestre. Para receber uma autorização, é preciso preencher um requerimento e devolvê-lo ao escritório de anilhamento mais próximo. Os anilhadores devem solicitar autorização especial em seu requerimento para usar redes de neblina, redes de canhão, produtos químicos ou marcadores auxiliares.